# Cyphotilapia frontosa
Cyphotilapia frontosa is een straalvinnige vissensoort uit de familie van de cichliden (Cichlidae). De wetenschappelijke naam van de soort is voor het eerst geldig gepubliceerd in 1906 door Boulenger. 

## Kenmerken
Deze vis kan een lengte bereiken tot 25 cm, Ze hebben een lange rugvin en een kleine bek met dikke lippen. Kenmerkend aan deze soort is de bult die op latere leeftijd op het voorhoofd ontstaat. De soort heeft donkerblauwe vinnen en een zwart-wit strepenpatroon over het lijf, waarvan zes zwarte strepen van kop tot staart. 

## Verspreiding en leefgebied
Deze soort komt voor in het Tanganyikameer, dit is een groot meer in Centraal-Afrika, hier leeft de soort tussen de rotspartijen. 

## Leefwijze
Deze vissen eten kleinere visjes die ze tegenkomen samen met garnalen en wormen.